# Біскупе (Великопольське воєводство)
Біскупе (пол. Biskupie) — село в Польщі, у гміні Слесін Конінського повіту Великопольського воєводства.
Населення — 345 осіб (2011).
У 1975-1998 роках село належало до Конінського воєводства.

## Демографія
Демографічна структура станом на 31 березня 2011 року:
|          | Загалом | Допрацездатний вік | Працездатний вік | Постпрацездатний вік |
| -------- | ------- | ------------------ | ---------------- | -------------------- |
| Чоловіки | 160     | 37                 | 111              | 12                   |
| Жінки    | 185     | 52                 | 93               | 40                   |
| Разом    | 345     | 89                 | 204              | 52                   |